# Spongine
Spongine is een gemodificeerd type collageeneiwit en vormt het fibreuze skelet van de sponsdieren. Het wordt uitgescheiden door spongocyten, een bepaald type sponscellen. Spongine geeft een spons zijn flexibiliteit.